# Böswipper

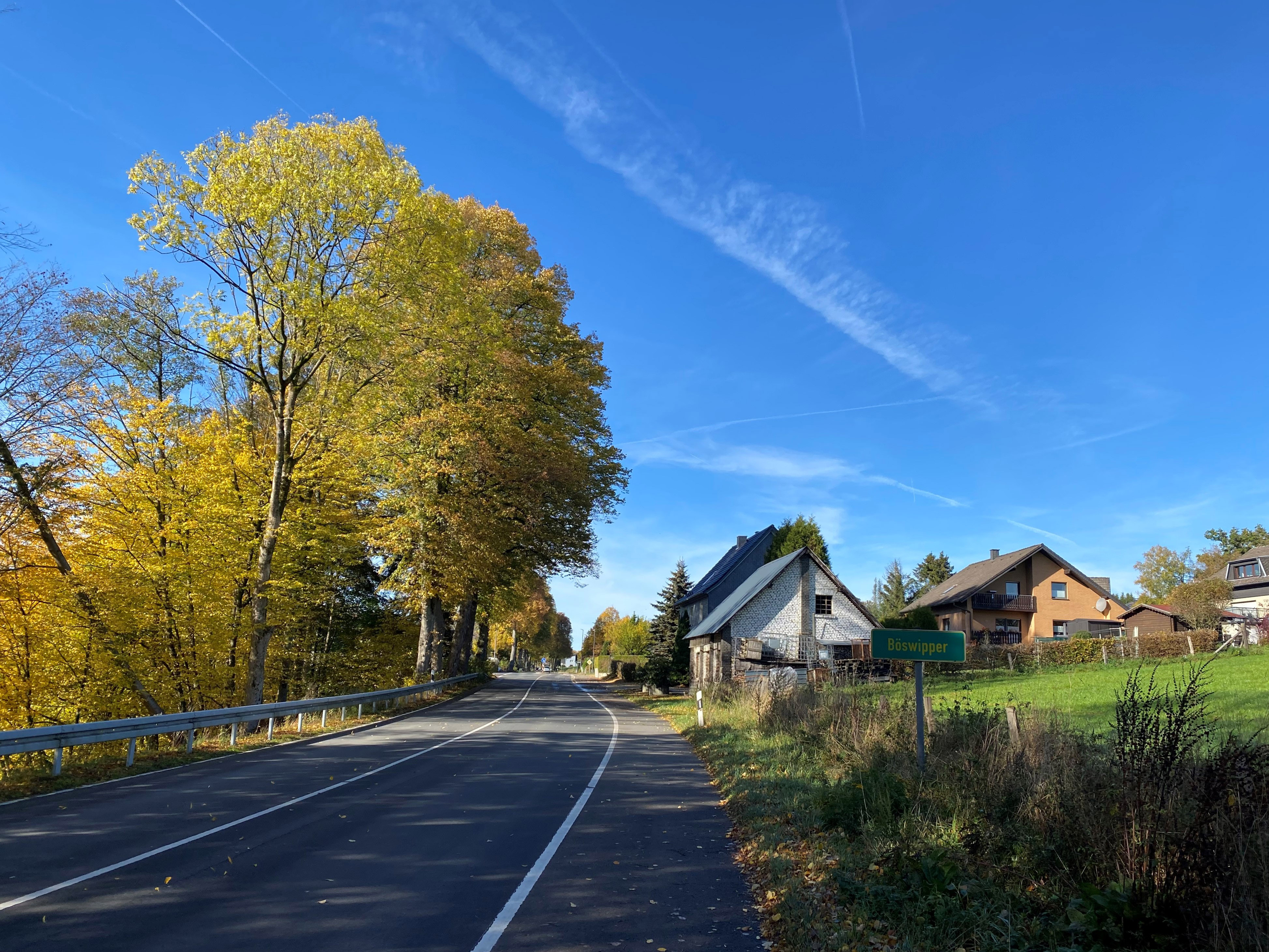
Böswipper an der B 237

Böswipper ist eine Ortschaft östlich des Zentrums von Wipperfürth und gehört zum Ortsteil Ohl. Der Teil Siedlung hat 83 Einwohner (Stand 01/2009).

## Lage
Böswipper liegt zwischen Egerpohl und Ibach im Naturpark Bergisches Land und wird durch die Bundesstraße 237 geteilt. Weitere Nachbarorte sind im Norden Haufe und im Süden Neuenensturmberg. Die Wipper fließt aus dem Osten kommend südlich von Böswipper weiter Richtung Wipperfürth.

## Hof und Siedlung

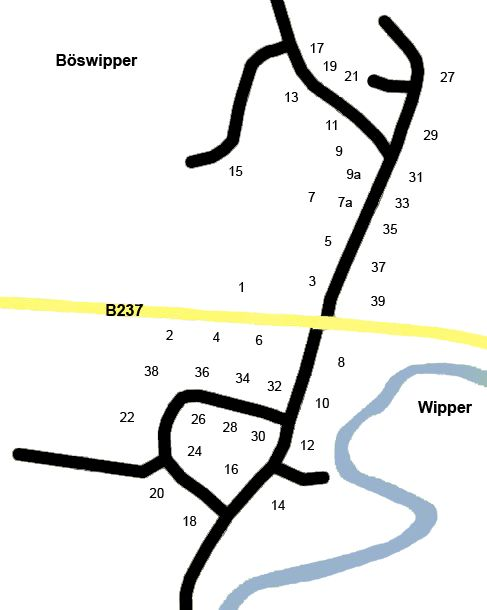
Hausnummern Böswippers

Böswipper besteht aus zwei Teilen. Der geographisch höhere Teil nördlich der B237 wird als Hof bezeichnet, der südliche Teil Siedlung genannt. In Hof gab es mehrere Bauernhöfe, die jedoch nicht mehr existieren. In der Siedlung haben die Häuser im Gegensatz zu Hof gerade Hausnummern. An die Siedlung schließt sich am westlichen Rand ein größerer Glasbau-Betrieb an.

## Geschichte
1530 wird in einer Wipperfürther Kirchenrechnung der Ort mit „Zo der boissin Wypper“ beschrieben.
Die Siedlung wurde im Jahre 1959 gegründet. Zu jener Zeit gehörte Böswipper noch zur Gemeinde Klüppelberg und es standen bereits die Häuser 2 bis 8 und 12. Bis 1967 kamen neun neue Wohngebäude hinzu. In den Jahren 1992–1996 entstanden die letzten vier, so dass die Siedlung 2008 insgesamt 18 Wohnhäuser aufweist. Die Hausnummern wurden erst Mitte der 1980er Jahre vergeben.
Das neueste Haus ist das mit der Nummer 27.

## Wanderwege
Schon zu Anfang des 20. Jahrhunderts führten zwei Wanderwege durch Böswipper hindurch. Ein 68 km langer Weg von Eitorf nach Wipperfürth sowie ein 49,6 km langer Weg von Engelskirchen zur Ennepesperre. Auch heute noch führen Wanderwege direkt durch Böswipper, insbesondere weil hier durch die Brücke die Möglichkeit besteht, die Wupperseite zu wechseln.  Der Rundwanderweg um Wipperfürth mit einer Gesamtlänge von 43 km und der Wanderweg Klaswipper A1 mit einer Länge von 4,5 km seien an dieser Stelle beispielhaft genannt.

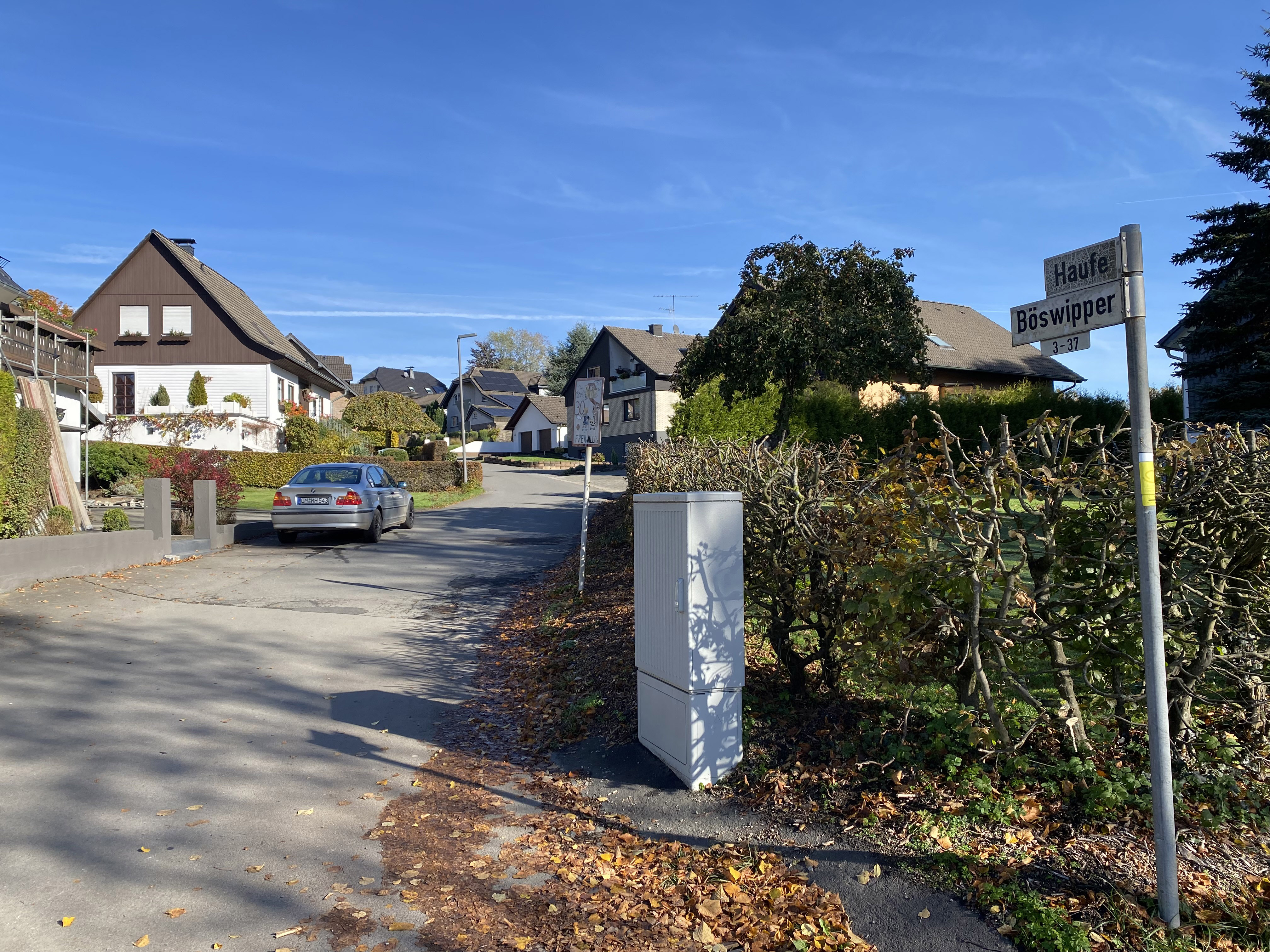
Abzweigung nach Haufe und Böswipper (nördl. Teil)
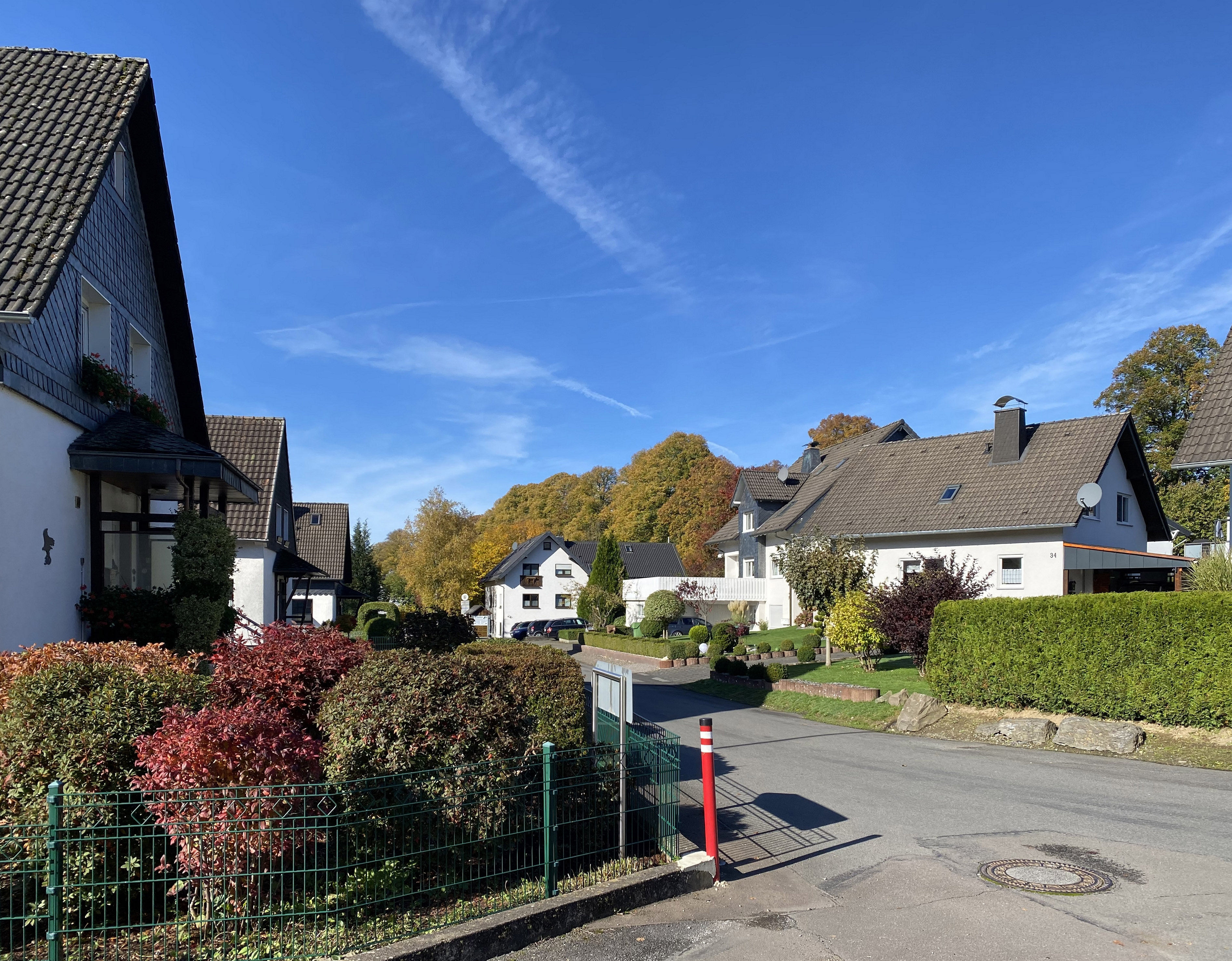
Böswipper südl. Teil („Siedlung“)

## Wirtschaft
Böswipper ist Standort mehrerer Unternehmen. Des Glasherstellers Interpane, die sich Anfang der 1960er Jahre auf Initiative des Gemeindedirektor von Klüppelberg hier niederließen, eines Dachdeckerbetriebs und eines Bauunternehmens.